# Plethodon kiamichi
Plethodon kiamichi är en groddjursart som beskrevs av Highton in Highton, Maha och Linda Resnick Maxson 1989. Plethodon kiamichi ingår i släktet Plethodon och familjen lunglösa salamandrar. IUCN kategoriserar arten globalt som otillräckligt studerad. Inga underarter finns listade i Catalogue of Life.